# Piattaforma di ghiaccio Nickerson
La piattaforma di ghiaccio Nickerson(74°45′S 145°00′W) è una piattaforma glaciale larga circa 60 km, situata a nord del ghiacciaio Siemiatkowski e davanti alla parte occidentale della costa di Ruppert, nella Terra di Marie Byrd, in Antartide.

## Storia
La piattaforma fu osservata per la prima volta e grossolanamente mappata durante la prima Spedizione Antartica Byrd nel 1928-30. In seguito il Comitato consultivo dei nomi antartici (in inglese Advisory Committee on Antarctic Names, US-ACAN) le diede il nome attuale in onore del comandante H.J. Nickerson,  della Marina militare degli Stati Uniti d'America (USN), ufficiale amministrativo del Comandante, Task Force 43, durante l'operazione Deep Freeze nel 1966.